# Polydora langerhansi
Polydora langerhansi är en ringmaskart som beskrevs av Mesnil 1896. Polydora langerhansi ingår i släktet Polydora och familjen Spionidae. Inga underarter finns listade i Catalogue of Life.